# Phalaenostola larentioides
Phalaenostola larentioides är en fjärilsart som beskrevs av Augustus Radcliffe Grote 1873. Phalaenostola larentioides ingår i släktet Phalaenostola och familjen nattflyn. Inga underarter finns listade i Catalogue of Life.

## Bildgalleri

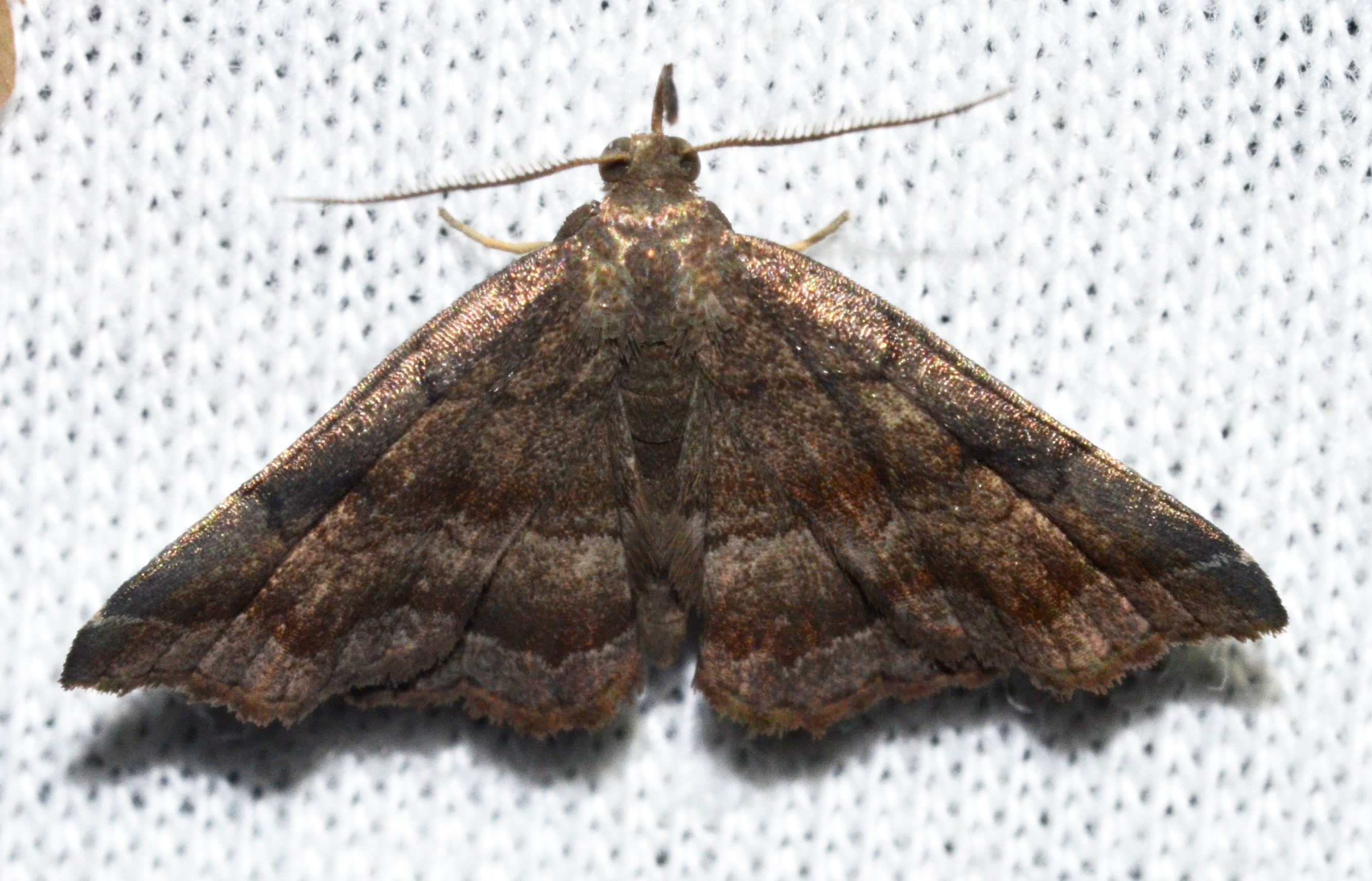
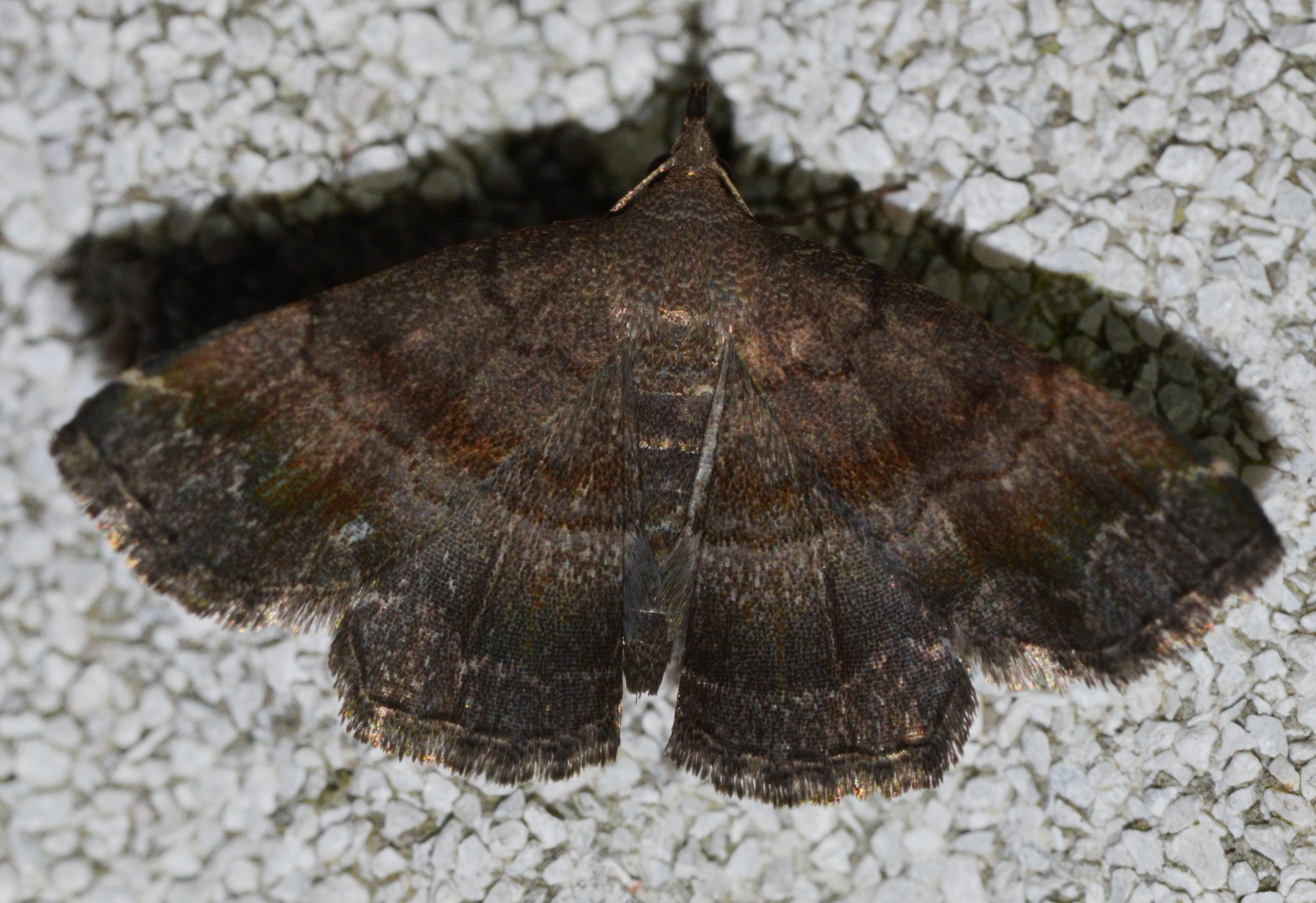